# Asker (centre)
Asker est une localité de la commune de Asker dans le comté d'Akershus, en Norvège.

## Description
Asker est le centre commercial et administratif de la municipalité d'Asker. C'est aussi un sous-secteur de la commune. Le centre-ville d'Asker est délimité par la gare d'Asker, le Føyka Stadion (en) et la mairie d'Asker. Le centre d'Asker d'aujourd'hui peut donc être considéré comme une ville-gare.

## Galerie

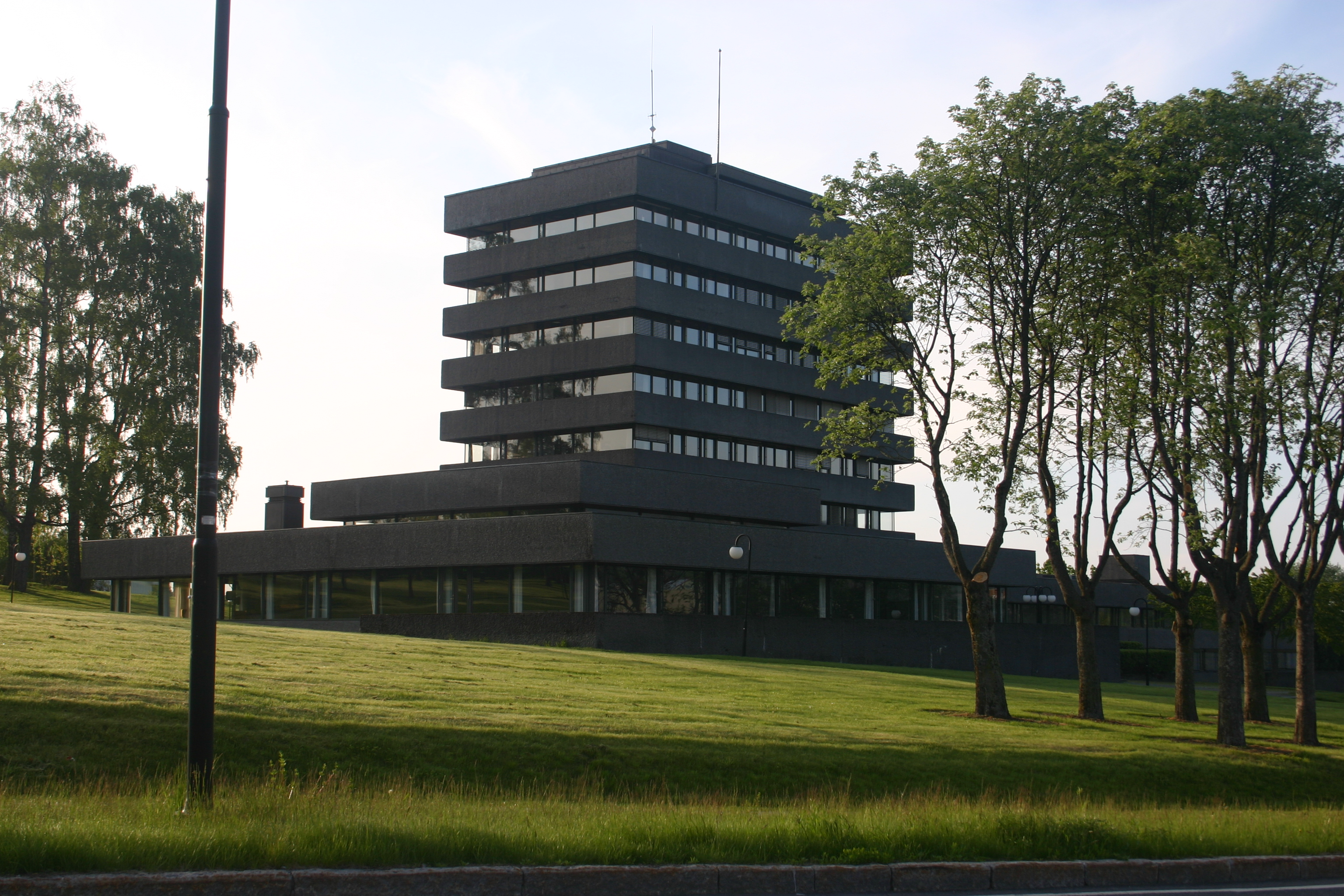
Mairie d'Asker
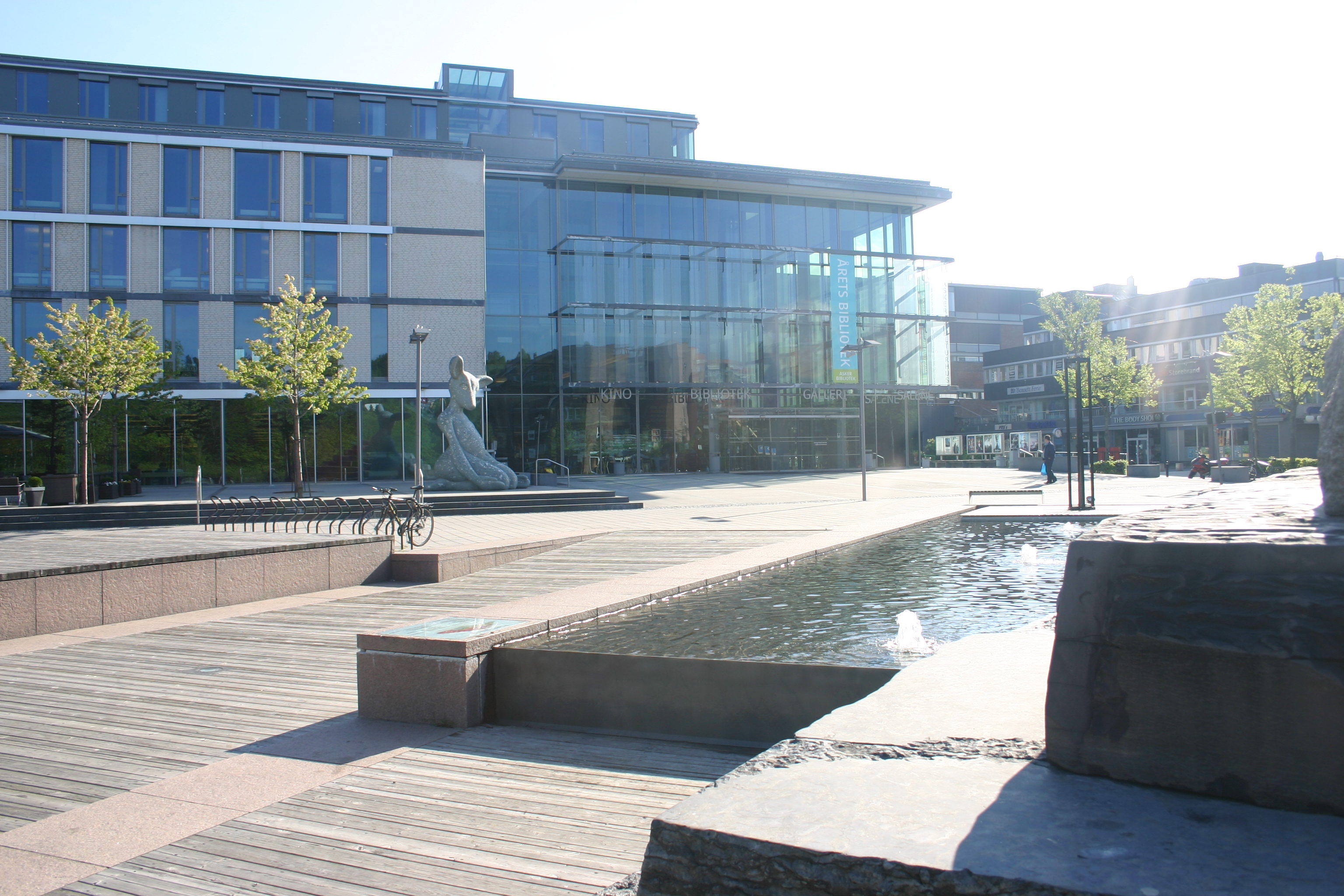
Centre culturel d'Asker
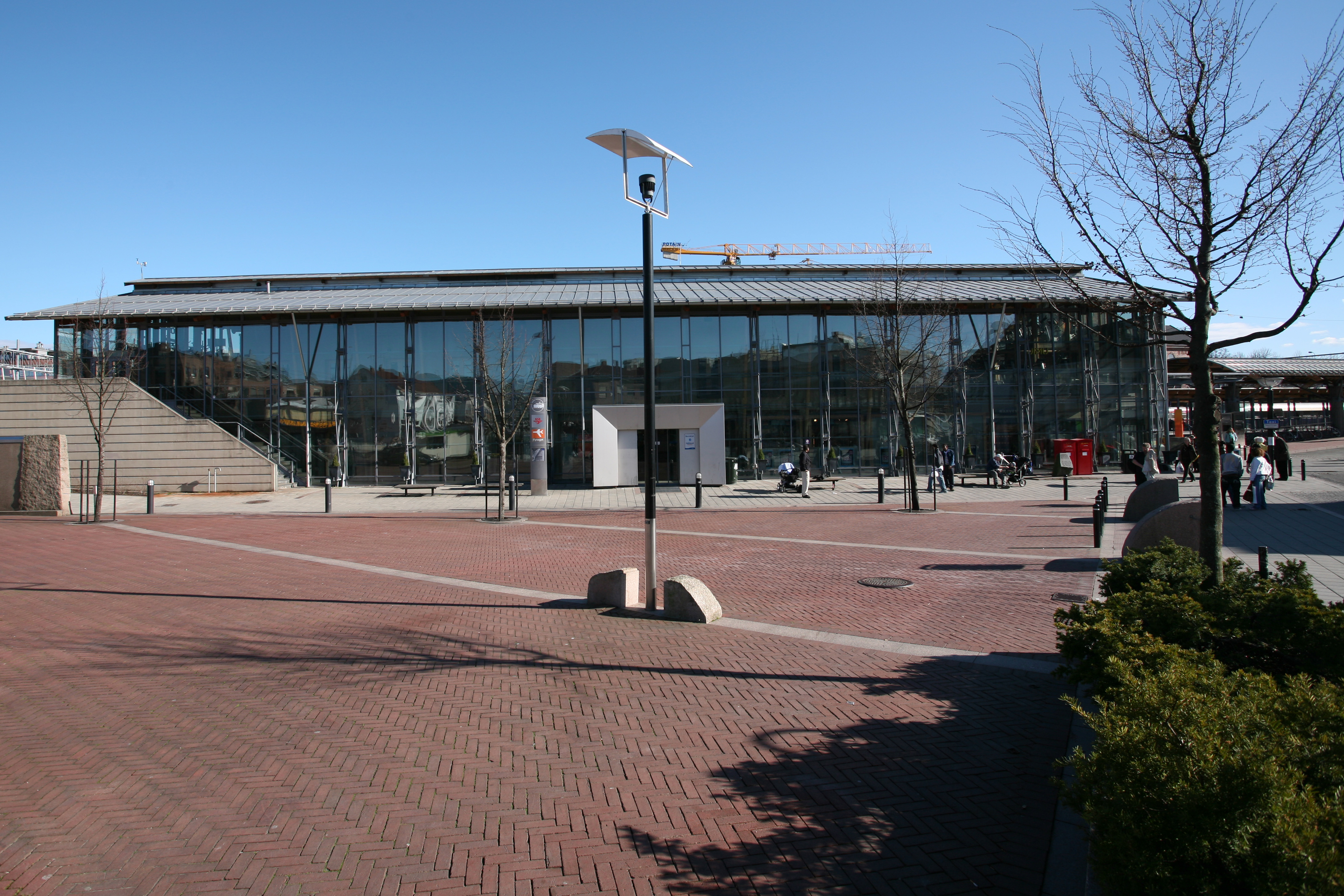
Place d'Asker
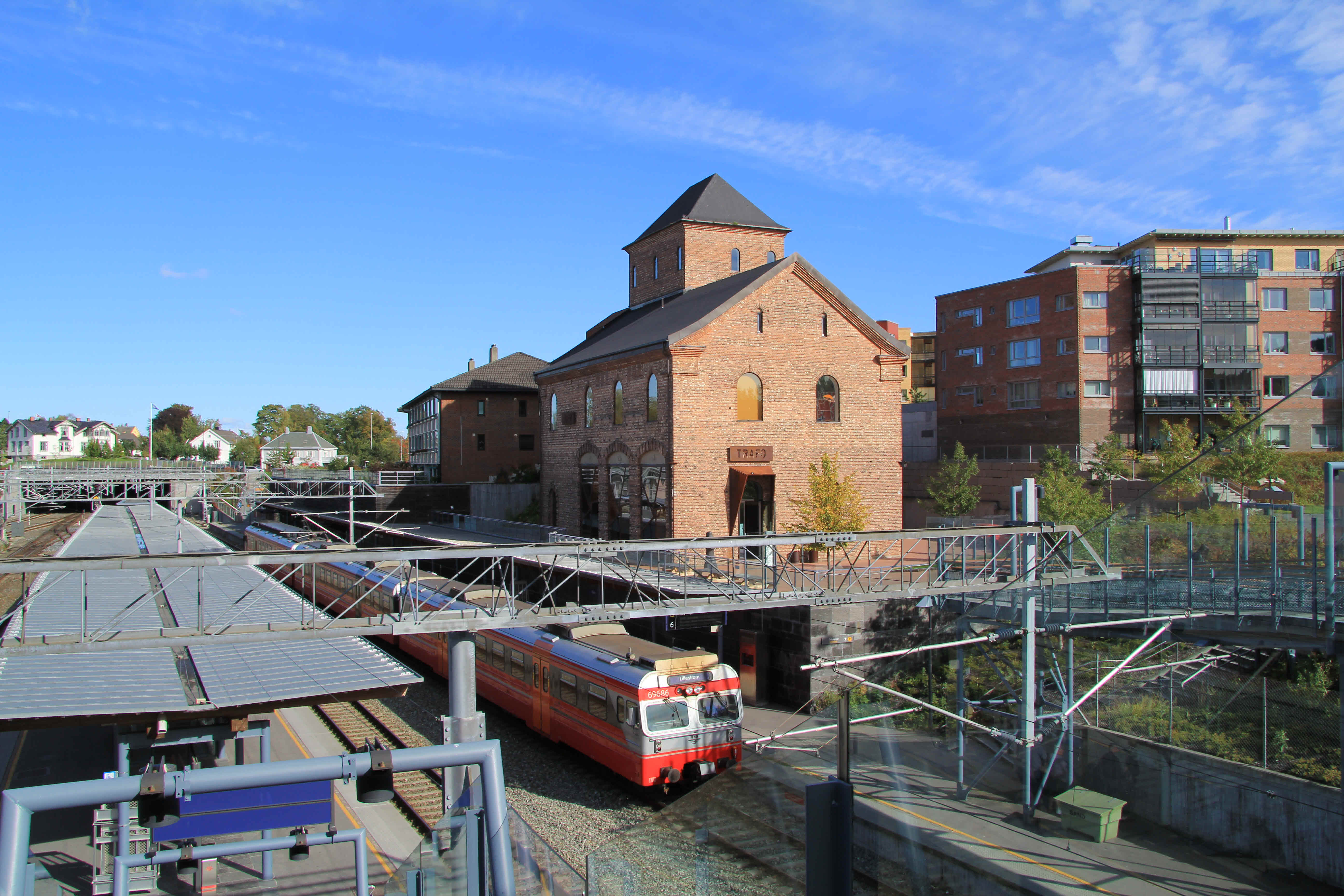
Gare d'Asker